# Sphaerospira
Sphaerospira Mörch, 1867 è un genere di molluschi gasteropodi della famiglia Camaenidae.

## Tassonomia
Comprende le seguenti specie:
- Sphaerospira arthuriana (Cox, 1873)
- Sphaerospira bencarlessi Stanisic & Potter, 2010
- Sphaerospira blomfieldi (Cox, 1864)
- Sphaerospira fraseri (Gray in Griffith & Pidgeon, 1833)
- Sphaerospira informis (Mousson, 1869)
- Sphaerospira mortenseni (Iredale, 1929)
- Sphaerospira mossmani (Brazier, 1875)
- Sphaerospira oconnellensis (Cox, 1871)
- Sphaerospira rockhamptonensis (Cox, 1873)
- Sphaerospira sidneyi (Iredale, 1933)